# Płyta offsetowa

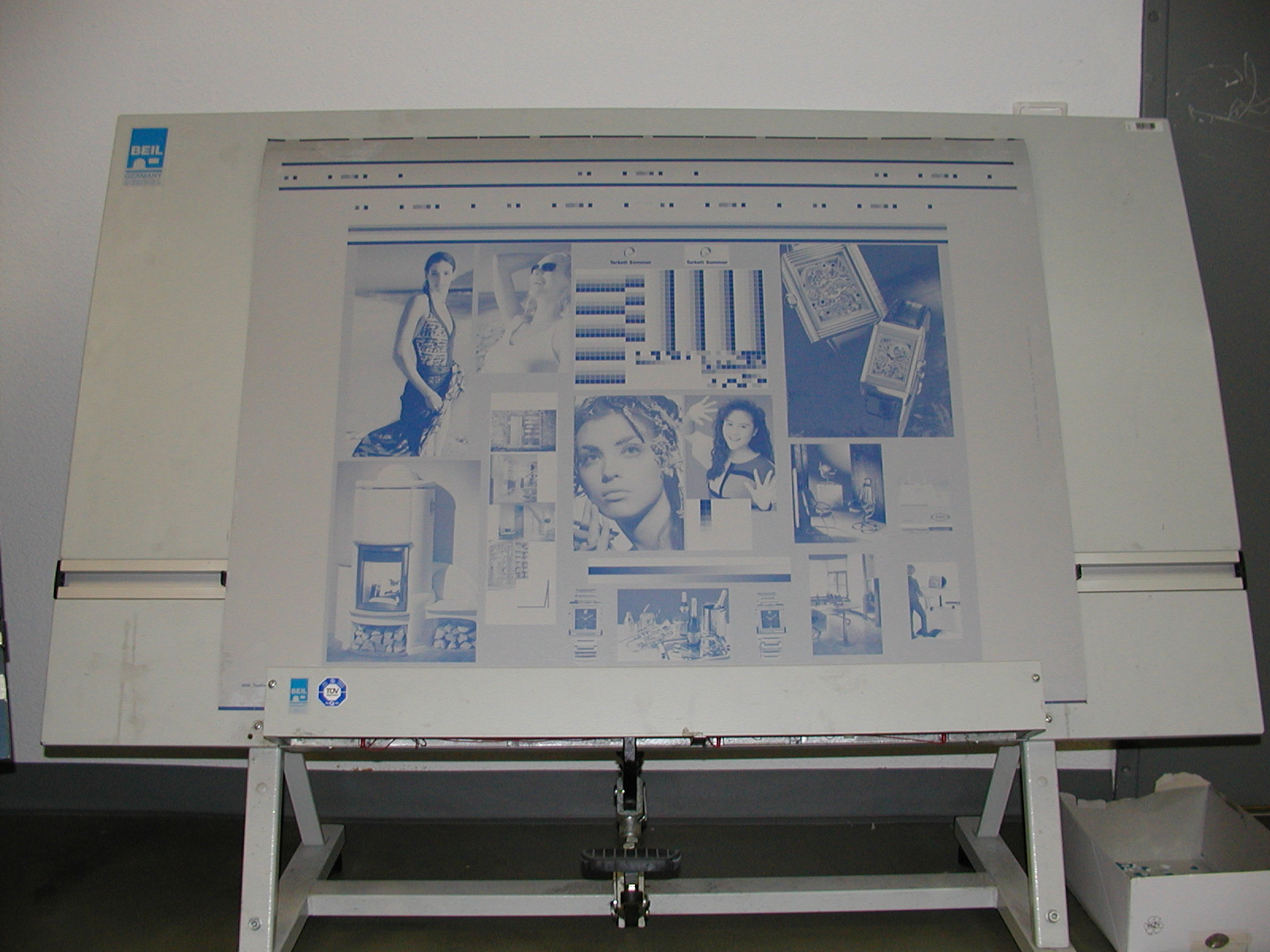
naświetlona i wywołana płyta presensybilizowana pozytywowa

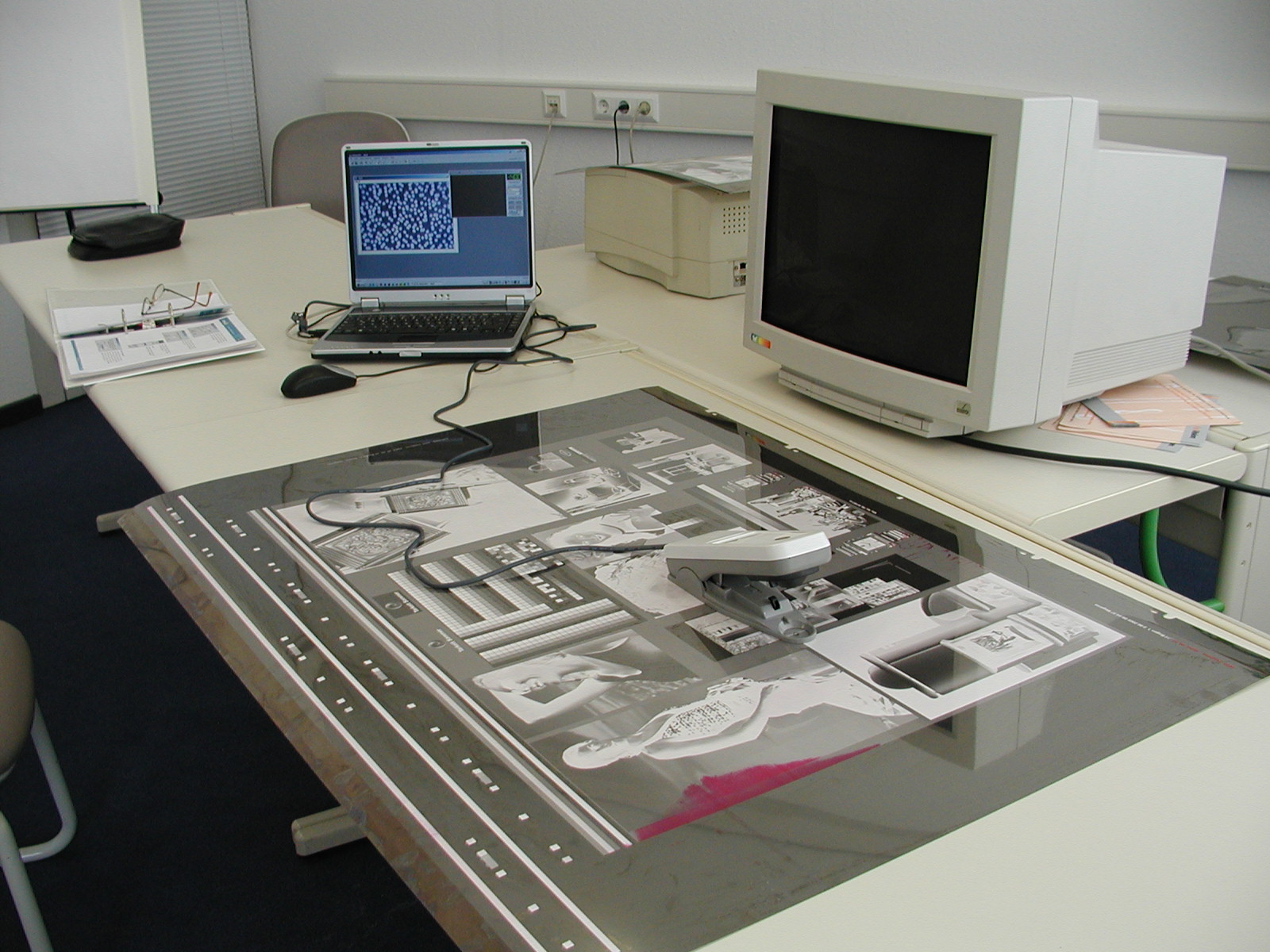
negatywowa forma kopiowa do naświetlania płyt fotoutwardzalnych (negatywowych)

Płyta offsetowa (potocznie "blacha") – forma drukowa w druku offsetowym w postaci cienkiej blachy aluminiowej, którą zakłada się na cylinder formowy. Miejsca zadruku (obraz drukowy) na płycie offsetowej uzyskuje się w procesie fotochemicznym poprzez naświetlenie negatywowe blachy na kopioramie (technologia CtF) lub naświetlarce (technologia CtP), a następnie wytrawieniu miejsc naświetlonych. Miejsca naświetlone przekazują farbę w procesie druku. 

Obecne płyty offsetowe są presensybilizowane (dosłownie "wstępnie uczulone"). Ich cechą szczególną (odróżniającą od wcześniej stosowanych form drukowych do offsetu) jest fakt wstępnego – jeszcze w wytwórni – pokrycia warstwą światłoczułą. Najczęściej jest to specjalnie przygotowana blacha aluminiowa grubości od 0,1 do 0,3 mm. Płyta taka nadaje się do naświetlania i wywoływania bezpośrednio po wyjęciu z opakowania, i nie wymaga - tak jak w pracowniach chemigraficznych w drukarniach do lat 80. XX wieku - wykonywania przed ich użyciem skomplikowanych procesów związanych z przygotowywaniem emulsji.
Płyty offsetowe dzieli się na:
- Płyty pozytywowe, które są fotorozpuszczalne tzn. iż miejsca nienaświetlone po wywołaniu tworzą elementy drukujące.
- Płyty negatywowe, które są fotoutwardzalne, co oznacza, że miejsca naświetlone po wywołaniu tworzą elementy drukujące.